# Залкиндсон, Евгений Теофилович
Евгений Теофилович Залкиндсон (также Залькиндсон; 21 августа 1899 — 16 декабря 1944) — врач-физиотерапевт, военврач второго ранга, заместитель начальника госпиталя, автор монографий. Участник блокады Ленинграда.

## Биография
Евгений Теофилович Залкидсон родился 21 августа 1899 года в Санкт-Петербурге. Окончил 1-й Ленинградский медицинский институт имени академика И. П. Павлова в 1922 году.
В 1922—1928 году служил в РККА.
В 1925 г. Е. Т. Залькиндсоном создан первый в стране детский физиотерапевтический кабинет. Позже ученый стал профессором ЛенГИДУВ (ныне — Санкт-Петербургская медицинская академия последипломного образования) и написал первое руководство по физиотерапии у детей.
В 1931 году вместо С. А. Бруштейна, переведенного на работу в Москву, возглавил кафедру физиотерапии и медицинской реабилитации Северо-Западного государственного медицинского университета имени И. И. Мечникова.
Со времени открытия кафедры детской хирургии в ленинградском педиатрическом медицинском институте больница становится базой для обучения студентов в 1935 году.
С начала Великой Отечественной войны Е. Т. Залкиндсон назначен Членом консультбюро при Санотделе Северного фронта, а с октября 1942 года — консультантом-физиотерапевтом Сануправления Ленфронта.
С сентября 1941 года добровольно вступил в ряды РККА и начал работу в эвакуационном госпитале № 1171, где развернул широкое физиотерапевтическое обслуживание раненых в перевязочных хирургических отделений, приблизив, таким образом, физиотерапевтическую помощь к больному, организовал хирургическое отделение для отмороженных, развернул и руководил 13-м отделением для больных с травмами периферической нервной системы.
За время Великой Отечественной войны им, как консультантом фронта, организованы физиотерапевтические отделения в эвакуационных госпиталях № 2009,2010,2012,1171, проведены многочисленные систематические консультации по Ленинградским эвакуационным госпиталям, прочтено много лекций для врачей по вопросам физиотерапии обморожений, ранений, газовой гангрены, травматических невритов и т. д.
По заданию Сануправления Ленфронта в ноябре 1941 года подготовлено 20 врачей физиотерапевтов для работы в качестве Начальников физиотерапевтических отделений эвакуационных госпиталей.
В 1943 году написал монографию «Физиотерапия повреждений военного времени».
Скончался 16 декабря 1944 года в г. Ленинград.
Жена — Анна Яковлевна Залкиндсон, врач.

## Основные работы
Бруштейн С. А. Диатермия / под ред. д-р Е. Т. Залькиндсона. — Москва ; Ленинград: Госуд. изд-во, 1929. — 212 с.
Залькиндсон Е. Т. Физиотерапия повреждений военного времени [Текст]. — Ленинград: Гос. ордена Ленина ин-т усовершенствования врачей им. С. М. Кирова, 1943. — 119 с.

## Награды
- Медаль «За оборону Ленинграда»
- Орден Красной Звезды